# Universo Gambiarra
Universo Gambiarra é um projeto transmídia que imagina uma versão cyberpunk do Rio de Janeiro. O projeto criado por Erik Hewitt e Gustavo Colombo se desdobra em inúmeras obras como filmes, quadrinhos, contos, livro de RPG e obras interativas.
No universo de Gambiarra, há gangues de surfistas de trem, guerras religiosas entre os cybercrentes e a Mão de Deus, diversas máfias e milícias, corporações policiais compradas, mega empresas inescrupulosas que privatizam áreas públicas, além de hackers, golpistas, malandros e traquitaneiros (como o famoso McGyver do Irajá).

## Premissa
Gambiarra é um universo cyberpunk brasileiro que parte da premissa de que a visão dos cineastas dos anos 1980 é o presente das metrópoles de terceiro mundo, como Rio de Janeiro e São Paulo. Por isso, em Gambiarra, estamos em uma época imprecisa, é um futuro e ao mesmo um presente alternativo, com elementos dos anos 1980 e 1990, tanto na estética, como na narrativa, como os surfistas de trem. Nesse universo, as linhas de trem, os fios de poste, viadutos, fumaça de churrasquinho de gato ganham lentes de aumento e se encaixam dentro dos arquétipos do gênero cyberpunk.

## Lançamentos
A primeira obra do Universo Gambiarra a ser lançada foi o média-metragem "Gambiarra: o HD de Espadas", média-metragem para o Youtube, lançado junto da HQ "Gambiarra: o Acionista", ambos em 2019. Em 2021, com recursos da Lei Aldir Blanc, foram lançados a série de 15 micro-hqs "Gambiarra: Prelúdios do Grande Massacre da Glória" e o conto dividido em 15 capítulos "Diário de um Surfista", lançados diretamente no Instagram da marca. Desde então, foram lançadas novas HQs em parceria com a editora Universo Guará e outros ainda estão em produção, totalizando ao menos 6 histórias em quadrinhos. Ainda estão em produção, a graphic novel "O Grande Massacre da Glória", um livro de RPG pela Tria Editora, novos contos, Visual Novels Interativas e o primeiro longa-metragem do Universo Gambiarra para os cinemas "Gambiarra: Uga Uga Show".

### Audiovisual
Entre as obras produzidas e em produção, estão o média-metragem Gambiarra: O HD de Espadas e o longa-metragem (em pós-produção) Gambiarra: Uga Uga Show.

#### Gambiarra: o HD de Espadas
Lançado em 2019 diretamente no Youtube, Gambiarra: O HD de Espadas tem mais de 40 mil views e conta a história de Heitor, um jornalista fracassado que vive de postar notícias-Gif, mas sonha em finalmente conseguir uma grande reportagem. Quando ele encontra um misterioso HD com informações que poderiam comprometer a corporação Intercom, Heitor começa uma investigação pelo submundo do Rio, mas este “jornalista” pode não estar preparado para os rumos que sua “história” irá tomar.

#### Gambiarra: Uga Uga Show
Em Gambiarra: Uga Uga Show, um grupo se vê reunido em um estranho restaurante. Entre elas estão Stella, uma assassina trans com uma perna mecânica; Nina, uma ambiciosa pastora evangélica da Igreja de Jesus Cristo do Século XXI; e Lipe,um jovem geek que trabalha em uma empresa de games e tecnologia.
Logo, eles descobrem que não foram parar ali por acaso. Na verdade, eles estão no UGA UGA SHOW, um grotesco e violento programa de auditório da deepweb que semanalmente mata os participantes para alegria de seus sádicos fãs. Ele é apresentado pelo sádico Vitor Uga Uga, showman e psicopata. O humorista e influenciador Diogo Defante faz o papel de Vitor Uga Uga.
| Filme                      | Data de estreia        | Diretor(es)                         | Roteirista(s)                 | Produtores                        | Exibição                       | Bilheteria / Audiência | Prêmios                                      |
| -------------------------- | ---------------------- | ----------------------------------- | ----------------------------- | --------------------------------- | ------------------------------ | ---------------------- | -------------------------------------------- |
| Gambiarra: o HD de Espadas | 27 de novembro de 2019 | Frederico Cardoso e Gustavo Colombo | Erik Hewitt e Gustavo Colombo | Marcela Baptista e Eduardo Lurnel | YouTube Canal Brasil Libreflix | 40 mil views           | Melhor Filme Geek — Prêmio Cubo de Ouro 2021 |
| Gambiarra: Uga Uga Show    | 2025                   | Gustavo Colombo                     | Erik Hewitt e Gustavo Colombo | Marcela Baptista e Eduardo Lurnel |                                |                        |                                              |

### Quadrinhos

Capa da HQ "Gambiarra: o Acionista"

Desde 2019 foram criados diversos quadrinhos que fazem parte do Universo Gambiarra, alguns disponibilizados em PDF via link, disponibilizados na plataforma Funktoon ou mesmo impressos de forma autônoma.

##### Gambiarra: O Acionista
Em 2019 foi lançada a HQ One Shot "Gambiarra: o Acionista" junto do filme "Gambiarra: o HD de Espadas", nela a dupla de trambiqueiros Yan e Flaneur precisa levar um pen drive com informações incriminando uma autoridade até um misterioso comprador, mas os dois terão que passar por um território repleto de surfistas de trem. Quando finalmente se livram dos surfistas, os dois encontram um misterioso comprador. A publicação produzida de forma independente está disponível na plataforma Funktoon.

##### Gambiarra: Prelúdios do Grande Massacre da Glória
Em 2021 foi lançada a série de micro-hqs "Gambiarra: Prelúdios do Grande Massacre da Glória" composta por uma série de 15 micro-HQs. Publicada originalmente no Instagram da marca e disponível também na plataforma Funktoon, todas as histórias acompanham as repercussões ou eventos que antecederam o "Grande Massacre da Glória", história que será narrada na graphic novel inédita do Universo Gambiarra.  A publicação produzida de forma independente está disponível na plataforma Funktoon, assim como no Instagram do Universo Gambiarra. Cada micro-HQ possui apenas 9 quadros fechando uma página.
São elas:
- Um Passo Atrás
- Peruano
- Camarote
- Caminho Sem Volta
- A Hora do Heitor
- O Fanfarrão
- Broderagem
- No Sapatinho
- Fanboys
- Inspiração
- Luz no Fim do Túnel
- Especulação Imobiliária
- Uga Uga Show
- Enquanto isso, em São José do Calçado...
- Bye Bye Brasil

##### Gambiarra: Botecos & Esquemas
A partir de 2023, a série "Gambiarra: Botecos e Esquemas" começou a ser desenvolvida e produzida em parceria com a editora Universo Guará, planejada originalmente para o almanaque da mesma, as edições foram publicadas na pataforma Funktoon. A série possui dois arcos. No primeiro, "O Dilema da Coxinha", que acompanha a dupla Yan e Flaneur tentando se livrar de um esquema antigo envolvendo criptomoedas e entregas delivery de uma rede de supermercados. No segundo, "O Mistério da Cidade Comuna", sabemos o que aconteceu com Yan quando foi sequestrado pelos neobolivarianos e conheceu a enigmática cidade de "Coracion", controlada pelo grupo. As últimas duas edições do segundo arco ainda serão publicadas na plataforma Funktoon. Cada arco tem 3 hqs com 24 páginas cada.

##### Gambiarra: o Grande Massacre da Glória
Ainda em produção e planejada para ser lançada em 2025, a Graphic Novel "Gambiarra: o Grande Massacre da Glória" narra o evento de mesmo nome quando a milícia religiosa conhecida como Mão de Deus fez um atentado perseguindo e atacando minorias no bairro da Glória. A história em quadrinhos é dividida em duas partes, uma na leitura ocidental e outra na leitura oriental até que as duas narrativas se encontram na página central. Uma das histórias acompanha Paulínia, jovem trans que vem morar no Rio de Janeiro e Whinderson, que também se mudou para a cidade maravilhosa, mas frustrado, vai se radicalizando na Igreja de Jesus Cristo do Século XXI até se tornar membro da Mão de Deus.
| Quadrinho                                                   | Ano de Lançamento | Numero de páginas                     | Autores                       | Artistas                                                                        | Editores                                     |
| ----------------------------------------------------------- | ----------------- | ------------------------------------- | ----------------------------- | ------------------------------------------------------------------------------- | -------------------------------------------- |
| Gambiarra: O Acionista                                      | 2019              | 22                                    | Erik Hewitt e Gustavo Colombo | Rafael Cruz                                                                     |                                              |
| Gambiarra: Prelúdios do Grande Massacre da Glória           | 2021              | 15 (cada página é uma história)       | Erik Hewitt e Gustavo Colombo | Helena Rogihstein, Rafael Cruz, Gustavo Almeida, Amilton Macedo, Debora Santos. |                                              |
| Gambiarra: Botecos e Esquemas - O Dilema da Coxinha         | 2023              | 3 edições de 24 páginas (72 no total) | Erik Hewitt e Gustavo Colombo | Thamara Jardins, Eduardo Prota, Math Sowande, Igor Strochit                     | Gabriel Wainer, Rapha Pinheiro, Ananda Valle |
| Gambiarra: Botecos e Esquemas - O Mistério da Cidade Comuna | 2024              | 3 edições de 22 páginas (66 no total) | Erik Hewitt e Gustavo Colombo | Ian Costa, Eduardo Prota, Math Sowande, Igor Strochit                           | Gabriel Wainer, Rapha Pinheiro, Ananda Valle |
| Gambiarra: o Grande Massacre da Glória                      | 2025              |                                       | Erik Hewitt e Gustavo Colombo |                                                                                 | Ananda Valle                                 |

### Contos
Desde 2021, o Universo Gambiarra começou a publicar contos em seu Instagram, começando com o "Diário de um Surfista". Recentemente foram lançados novos contos junto com a versão impressa do primeiro arco da série "Gambiarra: Botecos & Esquemas" e os mesmos estarão também disponíveis no Instagram do Universo Gambiarra. Em 2024 e 2025, novos contos também serão produzidos e lançados na rede social da marca.

##### Gambiarra: Diário de um Surfista
"Gambiarra: Diário de um Surfista"  é um conto publicado originalmente em 15 capítulos no Instagram que acompanha, do ponto de vista caótico de P-Pedro, o dia a dia de uma gangue de surfistas de trem, formada por ele, Kriança, Vavá, Bill, Astronauta e Tizin, o auto proclamado líder do grupo. O conto foi lançado junto com as micro-HQs "Prelúdios do Grande Massacre da Glória".